# Sector Sur-La Palmera-Reina Mercedes
Sector Sur-La Palmera-Reina Mercedes es un barrio de Sevilla (España), perteneciente al distrito Bellavista-La Palmera. Está situado en la zona norte del distrito. Limita al norte con el barrio de El Prado-Parque de María Luisa; al este, con los barrios de El Porvenir, Tabladilla-La Estrella y Bami; al sur, con los barrios de Heliópolis y Bellavista; y al oeste, con el canal de Alfonso XIII del río Guadalquivir.